# Maria de la Salut
Maria de la Salut és una vila i municipi mallorquí situat al centre de l'illa, a la comarca del Pla i al nord-est de la capital. Limita amb els municipis de Llubí, Santa Margalida, Ariany i Sineu.

## Etimologia
Si bé hi ha la creença popular que el nom de Maria és una preexistència de la comunitat cristiana mallorquina que va sobreviure a la dominació islàmica de l'illa, la realitat és que es tracta d'un topònim àrab, anàleg a Almeria o al Puig de Maria, un derivat del participi de passat de l'arrel رأى (ra'a) 'veure'. A Mallorca, per la semblança amb el nom de la mare de Déu, aquests topònims foren identificats amb el dit personatge, atès que es desconeixia el significat original del topònim. A la pràctica, doncs, es va cristianitzar el topònim, i especialment això s'esdevengué quan, els darrers anys del segle xvi i al llarg de tot el segle xvii, es bastí un oratori al poble incipient que es dedicà a la Mare de Déu de la Salut, a la qual deu la segona part del nom.

## Població
| Entitat de població | Habitants (2024) |
| Maria de la Salut   | 2.391            |
| Font: INE           |                  |

La sèrie històrica mostra un augment constant de la població de dret des de mitjans del segle xix fins a la dècada de 1930, assolint un màxim de 2.592 habitants el 1950. Posteriorment, es registra una disminució notable fins a 1.784 habitants el 1991. A partir d'aquesta data, la població torna a créixer gradualment, arribant a 2.235 habitants el 2021.
Els llinatges més comuns de Maria són: Mas, Ferriol, Bergues (Bergas), Carbonell, Font i Vendrell (Vanrell).

## Geografia

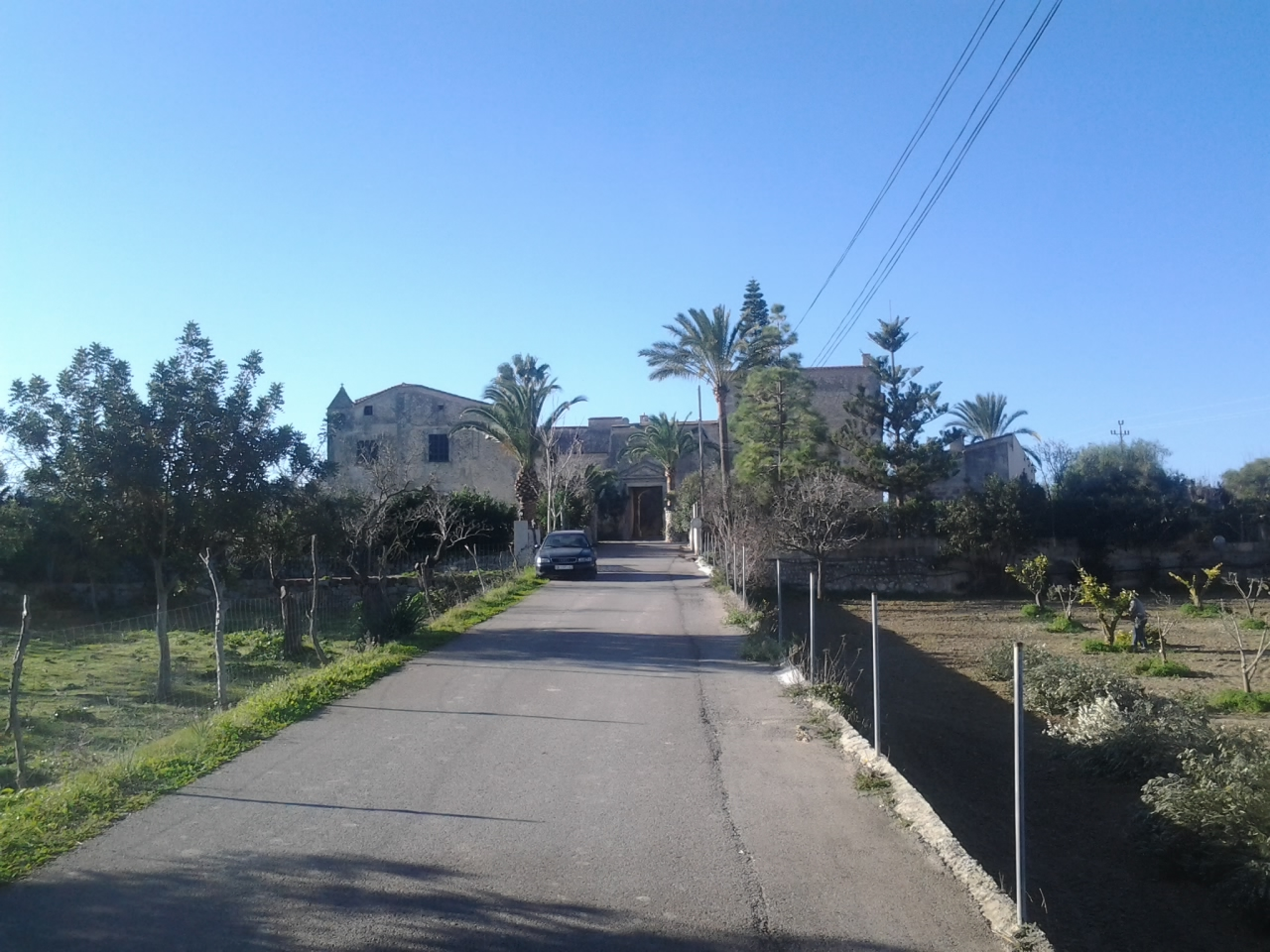
Cases de Possessió de Roqueta

És un poble tradicionalment agrícola, on destaquen els conreus herbacis extensius i la ramaderia ovina; així com els alls, els melons, les síndries i les tomàtigues (que en molts de casos se segueixen produint en secà); i en zones marginals, els ametlers.
Destaquen les possessions de Roqueta, Deulosal i Montblanc, així com altres finques i paratges com la Bisbal, Son Gil, el Pujol, el Rafal, Son Perot, els Gassons, la Font, Son Roig, les Sors, el Rafal Nou, la Torreta, Son Niell, Llampí, Son Xigala, la Vall d'Aram, les Tarragones i Son Bacs.

## Història
En el moment de la conquesta cristiana, les terres de Maria integraven el districte islàmic de Muruh. En el repartiment, va recaure en la part del comte d'Empúries.
En un primer moment, Maria no devia ser més que una alqueria o un llogaret, i per això depenia de la Universitat de Santa Margalida. El poble, però, anà creixent, i amb el temps es feu més grossa la necessitat de tenir una església pròpia. El 1592 ja s'havia començat a bastir la futura església de Maria, una petita capella, ja conclosa el 1598. Com que no posseïa cap imatge, la Universitat de Santa Margalida en cedí una a la nova església, que probablement és la mateixa que l'actual imatge de la Mare de Déu de Maria.
El municipi de Maria de la Salut es va segregar de Santa Margalida el 1836 per constituir un municipi propi.

## Economia
Els darrers anys han proliferat diferents empreses dedicades a la construcció, ja sigui materials de construcció (principalment bloquets i altres prefabricats) com obra pública i civil. Han existit, i existeixen encara, menestrals de la fusta i del ferro. Destaquen, com a altres oficis habituals, el de mestres i professors.

## Cultura popular
A Maria es parla una variant del català força particular, el mariando, que es caracteritza pel fet que confon la e oberta i la tancada: així, Déu i deu (el nonmbre 10) es pronuncien igual, ['dew]. Aquest fenomen també es pot observar a les viles de Sant Joan i de Felanitx.
Sobre la llinda de la porta d'accés al jardí de les cases de la possessió de Roqueta, als sementers de la Vinyeta, la Vinya Vella i la Vinya Gran, es troba una escultura que representa Bacus, el déu del vi. Hi fou col·locada cap a final del segle xviii o començament xix, i era anomenat popularment «en Ferostes». Aquest sobrenom ha donat nom a un malnom, que fou usat per l'autor Andreu Parera i Morey i actualment també dona nom a un vi.

## Personatges il·lustres
- Antoni Gelabert Mas, catedràtic d'Urologia de la Universitat Autònoma de Barcelona; cap del Servei d'Urologia de l'hospital del Mar de Barcelona i membre de la Reial Acadèmia de Medicina.[12]
- Antoni Mas Mas, membre destacat de l'MLN-Tupamaros a Uruguai.[13]
- Julià Font i Roig, frare dominic.[14]